# Верхний Сагайдак
Верхний Сагайдак, Сагайдакул де Сус (рум. Sagaidacul de Sus) — село в Криулянском районе Молдавии. Наряду с сёлами Бэлцата, Верхняя Бэлцата и Сагайдак входит в состав коммуны Бэлцата.

## География
Село расположено на высоте 99 метров над уровнем моря.

## Население
По данным переписи населения 2004 года, в селе Верхний Сагайдак проживает 252 человека (127 мужчин, 125 женщин).
Этнический состав села:
| Национальность | Число жителей | Процентный состав |
| -------------- | ------------- | ----------------- |
| украинцы       | 18            | 7.14              |
| молдаване      | 10            | 3.97              |
| русские        | 2             | 0.79              |
| прочие         | 1             | 0.4               |
| Всего          | 252           | 100%              |